# Fristingen (Adelsgeschlecht)

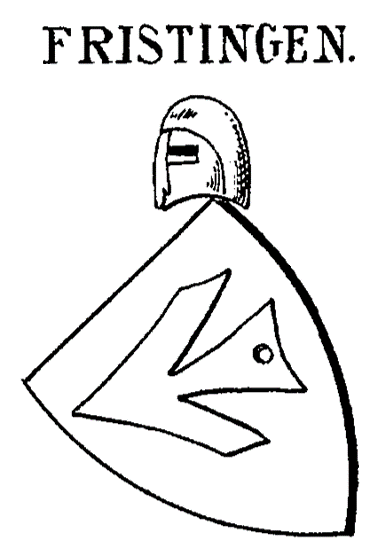
Wappen derer von Fristingen in Siebmachers Wappenbuch

Die Herren von Fristingen (auch: Früstingen) waren im Mittelalter ein Ortsadelsgeschlecht im Dorf Fristingen, das heute ein Stadtteil der Stadt Dillingen an der Donau ist.

## Geschichte
Die Herren von Fristingen waren ein niederes Adelsgeschlecht, das sich von 1220 bis 1464 nachweisen lässt. Sie standen ursprünglich wohl im Dienst der Grafen von Dillingen und hatten die Herrschaft Fristingen bis zum späten 14. Jahrhundert inne. Das Geschlecht der Herren von Fristingen ist vermutlich in der zweiten Hälfte des 15. Jahrhunderts ausgestorben.
Ellenhart (Helenhart) von Fristingen verkaufte 1315 Güter in Fristingen an Fürstbischof Friedrich I. Spät von Faimingen († 14. März 1331). Eberhard von Fristingen der Junge beurkundete 1354, dass der Bischof von Augsburg den an ihn für 100 Pf. Heller verkauften Widemhof zu Fristingen wieder einlösen könne. Andres von Fristingen siegelte 1419 für Erhard von Erslingen. Andres von Fristingen, Vogt zu Wertingen, und seine Frau Margretha lauschten 1436 von dem Kloster St. Ulrich und Afra zu Augsburg Grundstücke zu Wertringen und Unterthürheim.

## Wappen
Blasonierung: Ein schräggestelltes Pfeileisen. Helmzier und Tingierung sind nicht überliefert.